# Eriocaulon panamense
Eriocaulon panamense är en gräsväxtart som beskrevs av Harold Norman Moldenke. Eriocaulon panamense ingår i släktet Eriocaulon och familjen Eriocaulaceae.
Artens utbredningsområde är Panamá. Inga underarter finns listade i Catalogue of Life.